# The Kid
The Kid – musical napisany na podstawie opublikowanych w formie książkowej w 1999 wspomnień Dana Savage o tym samym tytule. Autorem musicalu jest librecista Michael Zam. Musical wystawiany jest w teatrze Off Broadway (New Group of Theater Row) w Nowym Jorku.
Sztuka oparta jest na wspomnieniach znanego w Stanach Zjednoczonych kolumnisty porad seksualnych Dana Savage, który opisywał w tych wspomnieniach perypetie pary gejowskiej usiłującej adoptować dziecko. W przeciwieństwie do oryginalnych pamiętników Savage'a, głównym tematem musicalu jest historia miłości między bohaterami sztuki: Danem i Terrym.
A ich marzenie założenia rodziny (poprzez adopcję) stanowi kanwę i problemów i sytuacji, jakie w związku z tym im się przytrafiają.
Rolę Dana gra dwukrotnie nominowany do nagrody Tony Award Christopher Sieber, a rolę Terry'ego aktor Lucas Steele.
Premiera musicalu miała miejsce w maju 2010.